# Obligationsmarschen
Obligationsmarschen skrevs 1940 av Lars-Erik Larsson och Alf Henrikson i avsikt att uppmuntra till köp av  försvarsobligationer. Den var ett så kallat beställningsarbete.
Efter en fanfarbetonad inledning följde refrängens uppmanande fråga: ”Går du med efter obligationer / Har du hört vilken ränta vi får / Vi ska skramla till många miljoner / Vi ska tömma vår spargris i år.”
Att pengarna skulle användas till att ”gjuta kanoner” och ”ladda patroner” framgick av den fortsatta texten.
Marschvisan blev en schlager av stora mått, insjungen av bland andra Ulla Billquist & Sven-Olof Sandberg som B-sida till singeln "Beredskapsvals" och många förundrade sig över den "seriöse" Lars-Erik Larssons förmåga att skriva så kallad populärmusik. Mindre över Alf Henriksons finurliga text, känd som han var med sina "dagsverser" i Dagens Nyheter.
Melodin har senare använts till den norska sången Norge i rødt, hvitt og blått.

### Fotnoter
1. ↑  ”Svensk mediedatabas”. http://smdb.kb.se/catalog/id/000102913. Läst 22 mars 2011.